# Again, Dangerous Visions
Again, Dangerous Visions este o antologie din 1972 de povestiri științifico-fantastice editată de Harlan Ellison. Este o continuare editorială a volumului Viziuni periculoase (în engleză Dangerous Visions) din 1967, editat tot de Harlan Ellison. Coperta și ilustrațiile sunt realizate de Ed Emshwiller.
Ca și antologia din 1967, Again, Dangerous Visions, și multe din povestirile sale, au primit premii. "Lumii îi spuneau pădure", de Ursula K. Le Guin, a primit în 1973 Premiul Hugo pentru cea mai bună nuvelă. "When It Changed", de Joanna Russ, a primit în 1972 Premiul Nebula pentru cea mai bună povestire. Harlan Ellison a primit în 1972 un premiu special Hugo pentru antologiile editate de el, al doilea premiu special al său.
Antologia Again, Dangerous Visions a fost lansată în două volume cu copertă broșată de către editura Signet în Statele Unite și de Pan în Regatul Unit. O continuare a fost planificată, dar volumul denumit The Last Dangerous Visions nu a mai apărut niciodată.
Prima ediție cu copertă dură a fost limitată la un tiraj de 6.500 de cărți cu semnătură.

## Cuprins
Fiecare povestire este precedată de o introducere scrisă de Ellison
- Introducere: "An Assault of New Dreamers", de Harlan Ellison
- "The Counterpoint of View", de John Heidenry
- "Ching Witch!", de Ross Rocklynne
- "Lumii îi spuneau pădure" (ca The Word for World Is Forest), de Ursula K. Le Guin (Premiul Hugo pentru cea mai bună nuvelă)
- "For Value Received", de Andrew J. Offutt
- "Mathoms From the Time Closet", de Gene Wolfe
- "Robot's Story", de Gene Wolfe
- "Against The Lafayette Escadrille", de Gene Wolfe
- "Loco Parentis", de Gene Wolfe
- "Time Travel For Pedestrians", de Ray Nelson
- "Christ, Old Student in a New School", poezie de Ray Bradbury
- "King of the Hill", de Chad Oliver
- "The 10:00 Report is Brought to You By...", de Edward Bryant
- "The Funeral", de Kate Wilhelm
- "Harry the Hare", de James B. Hemesath
- "When It Changed", de Joanna Russ (Premiul Nebula pentru cea mai bună povestire)
- "The Big Space Fuck", de Kurt Vonnegut
- "Bounty", de T. L. Sherred
- "Still-Life", de Barry N. Malzberg (ca K. M. O'Donnell)
- "Stoned Counsel", de H. H. Hollis
- "Monitored Dreams and Strategic Cremations", de Bernard Wolfe
- "The Bisquit Position", de Bernard Wolfe
- "The Girl With Rapid Eye Movements", de Bernard Wolfe
- "With A Finger in My I", de David Gerrold
- "In the Barn", de Piers Anthony
- "Soundless Evening", de Lee Hoffman
- [A spot], de Gahan Wilson
- "The Test-Tube Creature, Afterward", de Joan Bernott
- "And the Sea Like Mirrors", de Gregory Benford
- "Bed Sheets Are White", de Evelyn Lief
- "Tissue", de James Sallis
- "At the Fitting Shop", de James Sallis
- "53rd American Dream", de James Sallis
- "Elouise And The Doctors of the Planet Pergamon", de Josephine Saxton
- "Chuck Berry, Won't You Please Come Home", de Ken McCullough
- "Epiphany For Aliens", de David Kerr
- "Eye of the Beholder", de Burt K. Filer
- "Moth Race", de Richard Hill
- "In Re Glover", de Leonard Tushnet
- "Zero Gee", de Ben Bova
- "A Mouse in the Walls of the Global Village", de Dean R. Koontz
- "Getting Along", de James Blish și Judith Ann Lawrence
- "Totenbüch", de Parra y Figuéredo, ca A. Parra (y Figuerado).
- "Things Lost", de Thomas M. Disch
- "With the Bentfin Boomer Boys on Little Old New Alabama", nuvelă de Richard A. Lupoff
- "Lamia Mutable", de M John Harrison
- "Last Train to Kankakee", de Robin Wilson
- "Empire of the Sun", de Andrew Weiner
- "Ozymandias", de Terry Carr
- "The Milk of Paradise", de James Tiptree, Jr

## Legături externe
- Dangerous Visions prezentarea seriei la Internet Speculative Fiction Database
- en  Istoria publicării lucrării Again, Dangerous Visions la Internet Speculative Fiction Database

## Vezi și
- 1972 în științifico-fantastic